# Danesfield
Danesfield – przysiółek w Anglii, w hrabstwie Buckinghamshire. Leży 29,9 km od miasta Aylesbury, 51,3 km od miasta Buckingham i 51,7 km od Londynu. W 2015 miejscowość liczyła 564 mieszkańców.